# Mathilde van Savoye (1125-1157)
Mathilde van Savoye (circa 1125 – Coimbra, 4 november 1157) was van 1146 tot aan haar dood de eerste koningin-gemalin van Portugal. Ze behoorde tot het huis Savoye.

## Levensloop
Mathilde was een dochter van graaf Amadeus III van Savoye en diens echtgenote Mahaut, dochter van graaf Guigo III van Albon.
In 1146 huwde ze met koning Alfons I van Portugal (1110-1185), die in 1139 de eerste koning van Portugal werd. Haar eerste daad als koningin-gemalin was het bevestigen van een eerdere donatie van haar schoonmoeder Teresa van León aan de Abdij van Cluny. Ze was zeer gewijd aan de Orde der Cisterciënzers. In Guimaraes stichtte zij het klooster van Costa en in Canaveses richtte zij een hospitaal op voor pelgrims, armen en zieken. In haar testament stipuleerde ze dat hospitaal steeds proper gehouden moest worden, dat het altijd uitgerust moest zijn met goede en nette bedden en dat er bij het overlijden van een patiënt in het hospitaal steeds drie missen gehouden moesten worden voor diens zielenheil. 
In december 1157 stierf Mathilde in Coimbra, tien dagen na de geboorte van haar jongste kind. Zij werd bijgezet in het Santa Cruz-klooster van Coimbra.

## Nakomelingen
Mathilde en haar echtgenoot Alfons kregen zeven kinderen:
- Hendrik (1147-1155)
- Urraca (1148-1188), huwde in 1165 met koning Ferdinand II van León
- Theresa (1151-1218), huwde in 1183 met Filips van de Elzas, graaf van Vlaanderen, en in 1194 met hertog Odo III van Bourgondië
- Mafalda (1153-1162), verloofd met de latere koning Alfons II van Aragón, zoon van graaf Raymond Berengarius IV van Barcelona
- Sancho I (1154-1211), koning van Portugal
- Jan (1156-1164)
- Sancha (1157-1166)